# Paarse wasporia
De paarse wasporia (Ceriporia purpurea) is een soort korstschimmel uit de familie Irpicaceae. De wetenschappelijke naam werd gepubliceerd in 1821 door Elias Magnus Fries als Polyporus purpureus. Marinus Anton Donk gaf de schimmel zijn huidige naam toen hij hem in 1971 overbracht naar het geslacht Ceriporia.

## Kenmerken
De paarse wasporia is te herkennen aan de paarse reactie van de poriënlaag met KOH, vrij nauwe gaatjes (3-5/mm) en de grote cilindrische tot allantoide sporen (5-7(9) x 2-2,5 μm). De soort heeft voor het geslacht relatief grote vruchtlichamen (tot enkele vierkante decimeters). De kleur van de poriënlaag is variabel: eerst crème tot okergeel, snel verkleurend naar roze of paars, soms geeloranje. De basidia zijn 4-sporig en meten 8-23 x 4-6 μm.

## Ecologie
De soort komt voor aan de onderzijde van enigszins verteerde loofhouttakken; er is één vondst van naaldhout (spar, n = 298). De soort is op de volgende loofboomsoorten waargenomen (n = 105, alle >1%): es 27%, populier 13%, esdoorn 11%, eik 8%, berk 8%, beuk 8%, wilg 7%, els 6%, paardekastanje 3% en iep 3%. Daar lijkt enige voorkeur voor es uit naar voren te komen.

## Verspreiding
In Nederland komt de paarse wasporia algemeen voor. Hij staat niet op de rode lijst en is niet bedreigd.

## Onderzoek
Een onderzoek uit 2016 identificeerde zes vergelijkbare Ceriporia-soorten, ook wel de Ceriporia purpurea-groep genoemd: Ceriporia bresadolae, de Europese soort C. torpida en C. triomfalis, en de Noord-Amerikaanse soort C. manzanitae en C. occidentalis. Ceriporia purpurea wordt wijd verspreid in de gematigde zone van Eurazië, waar het uitsluitend groeit op het ontbindende hout van loofbomen, en ook in het Noord-Oosten van Amerika.